# Пророк (опера)
«Пророк» (фр. Le prophète), или «Иоанн Лейденский» (Jean de Leyde) — большая опера французского композитора Джакомо Мейербера, премьера которой состоялась 16 апреля 1849 года в Большой Парижской опере. Опера состоит из 5 действий и 8 картин. Либретто её написано Эженом Скрибом и Эмилем Дешаном. Длительность оперы — около 200 минут.  На премьерном представлении главные роли — Иоанна, Фидес и Берты — исполнили Гюстав Роже, Полина Виардо и Жанна Кастель. 

## Оркестр
Для исполнения оперы «Пророк» в составе оркестра были предусмотрены следующие музыкальные инструменты: 1 флейта-пикколо, 2 флейты, 2 гобоя, английский рожок, 2 кларнета, 1 бас-кларнет, 4 фагота, 4 охотничьих рожка, 4 вентиль-рожка, 4 трубы, 3 тромбона, 4 литавры; ударные: большой барабан, малый барабан, тамтам, треугольник; 4 арфы и струнные.

## Действующие лица
- Граф Оберталь (бас)
- Иоанн Лейденский (тенор)
- Берта, его невеста (сопрано)
- Иона, анабаптист (тенор)
- Матисен, анабаптист (бас)
- Захарий, анабаптист (бас)
- Фидес, мать Иоанна (меццо-сопрано)
- 1-й мальчик (сопрано)
- 2-й мальчик (меццо-сопрано)
- 1-й крестьянин (бас)
- 2-й крестьянин (тенор)
- Солдат (тенор)
- 1-й горожанин (тенор)
- 2-й горожанин (тенор)
- 1-й офицер (тенор)
- 2-й офицер (бас)

Крестьяне, анабаптисты, горожане, солдаты, свита Иоанна, вельможи и пажи, мальчики.

## Содержание
Действие оперы происходит в 1530—1536 годах в Голландии и в Вестфалии.

### Действие первое
На реке Маас, невдалеке от города Дордрехт, расположился величественный замок. Поблизости от него, в поле работают крестьяне, крепостные молодого графа д’Оберталя. Среди них — и красавица Берта. Она должна встретиться здесь с матерью своего жениха, Фидес. Фидес приносит обручальное кольцо от сына и зовёт девушку с собой в Лейден, где их ждёт проповедник Иоанн. Но Берта сперва должна спросить разрешения на брак у своего хозяина-графа. Внезапно среди крестьян появляются трое в длинных чёрных одеждах. Это анабаптисты Иона, Матисен и Захарий, люди строгой веры и суровой жизни. Анабаптисты призывают крестьян сбросить графское иго и жить свободными людьми. Крестьяне берутся за вилы и кирки. Двинувшись к замку, они останавливаются перед выехавшими из него графом и его вооружённой свитой. До схватки не доходит, и граф приказывает разогнать сиволапое мужичьё. Вдруг он замечает красавицу Берту. Девушка молит графа разрешить ей выйти замуж, однако Оберталь ей отказывает. Очарованный девичьей прелестью, он приказывает солдатам затащить Берту в замок. Крестьяне возмущены, в сторону замка летят их проклятия и угрозы.

### Действие второе
Кабачок Иоанна в Лейдене. Вокруг хозяина раздаются весёлый смех, гости танцуют, пьют вино. Здесь же сидят и анабаптисты Иона, Матисен и Захария. Лицо Иоанна кажется им удивительно схожим с ликом пророка Давида, почитаемым в немецкой Вестфалии. Они непременно должны заполучить этого Иоанна — он должен воодушевить простой народ и повести его на борьбу с несправедливостью и папизмом. Сам же Иоанн вспоминает странный сон, в котором он, сидящий на троне, возносится на небеса. Анабаптисты называют сон пророческим, однако самого Иоанна он пугает. Трактирщик ищет для себя спокойной семейной жизни, с матерью и любимой Бертой.
В кабачок вбегает Берта, преследуемая графскими стражами. Едва укрыв её, Иоанн схвачен вошедшим графом Оберталем. Молодой человек должен выдать ему свою невесту, иначе солдаты убьют Фидес. Недолго поколебавшись, Иоанн указывает на тайник. Берту находят и ведут в замок. В отчаянии Иоанн обращается за заступничеством к богу — но тот молчит. Тогда юноша вопрошает помощи у анабаптистов — если он пойдёт с ними по пути борьбы и став пророком веры, сможет ли он достигнуть власти и могущества, достаточного, чтобы отомстить обидчикам? — «Да», отвечают ему Иона, Матисен и Захарий. «Но для этого ты должен отринуть всё земное, даже мать свою». Иоанн недолго колеблется и уходит с анабаптистами.

### Действие третье
Картина первая. На берегу лесного озера раскинулся военный лагерь анабаптистов. Слышны звуки ожесточённого сражения, и воины веры возвращаются в лагерь, нагружённые добычей и ведя пленных. Женщины и дети радостно приветствуют победителей. Хор анабаптистов требует казни для «неверных», но Матисен предлагает пленённых аристократов отпустить за выкуп. Захария считает, что уже одержана решающая победа над папистами. Затем — танцы.
Картина вторая. В палатке Захарии обсуждается план по взятию осаждённого города Мюнстер, центра богатого епископства. Защищает сильно укреплённый город старый граф Оберталь, особенно озлобленный известиями о том, что крестьяне захватили и разрушили замок его сына. Вводят некоего молодого человека, утверждавшего, что желает стать анабаптистом. Его поздравляют и подносят вина, но при свете факелов вдруг выясняется, что новоприбывший — молодой граф Оберталь! Схваченный, он приговаривается к смерти, однако Иоанн против. Узнав, что Берта, дабы избежать бесчестия, бросилась со стены графского замка, но осталась жива, он откладывает решение судьбы графа до взятия Мюнстера. Ведь Берта теперь в этом городе. Пусть она сама решает, какой участи достоин насильник-граф.
Картина третья. После неудачного штурма анабаптистами Мюнстера воины Иоанна недовольны и бунтуют. Они сомневаются в том что он — истинный пророк, ведь с Пророком они бы обязательно победили. Иоанн успокаивает их тем, что сам он не приказывал им идти в бой и не возглавлял неудачный штурм города.

### Действие четвёртое
Картина первая. Площадь перед ратушей в Мюнстере. Вокруг неё на страже солдаты-анабаптисты. Горожане вполголоса клянут «новую власть», принесшую им голод и разорение. Фидес, вся в лохмотьях, побирается, собирая милостыню. Вдруг на площадь, переодетая пилигримом, выходит Берта. Женщины узнают друг друга, обнимаются и рассказывают друг другу о своих злоключениях. Фидес делится с Бертой подозрением, что её жениха Иоанна убил пророк анабаптистов. Девушка клянётся отомстить этому кровожадному пророку.
Картина вторая. Мюнстерский собор св. Павла. Здесь происходит коронация пророка Иоанна, ставшего «королём Иоанном I». Торжественная процессия движется по величественному собору. Вдруг среди горожан, пришедших поглазеть на торжество, Иоанн видит свою мать, одетую в лохмотья. Фидес тоже узнаёт в ослепительном монархе своего сына. В отчаянии она тянет к нему свои руки: «Сынок!». Но Иоанн понимает — если эта старуха права, то он в глазах окружающих — лжепророк и самозванец. У подлинного Пророка не может быть матери-нищенки. Понимает это и Фидес, в печали покинувшая церковь. Иоанн же, окружённый своими вельможами, уходит отмечать торжественное событие.

### Действие пятое
Картина первая. В подземельях Мюнстерского дворца. К городу приближается войско императора Карла V. Чувствуя неизбежность краха, Захария, Иона и Матисен решают ценой предательства спасти свои жизни. Они готовы выдать пророка Иоанна врагам.
В подземелье входит Иоанн в окружении своих воинов. Сюда же вводят и Фидес. Иоанн приказывает оставить его со старухой наедине. Мать горько пеняет сыну на свою несчастную долю. Пророк смущён. Он готов бежать вместе с матерью из этого гнезда анабаптистов. Увидев приближающийся огонёк, Иоанн вдруг узнаёт подходящую к нему Берту. Девушка долго лелеяла планы отомстить пророку за смерть своего жениха. Она узнала, что здесь, в подвалах — огромные запасы пороха. Стоит только поджечь фитиль… Но теперь, когда оказалось, что любимый жив, мстить некому и не за что! Они могут уехать далеко-далеко и жить счастливо!.. В окованную железом дверь входит офицер и почтительно спрашивает: «Разрешит ли уважаемый пророк сделать доклад о ситуации?». Берта потрясена: её возлюбленный — и есть тот «пророк», что замучил и разграбил целую страну, на руках которого кровь стольких людей? В отчаянии девушка выхватывает кинжал и пронзает себе грудь.
Картина вторая. Пиршественный зал во дворце Мюнстера. Столы ломятся от деликатесов и дорогих вин. Здесь пророк Иоанн, рядом — Иона, Матисен и Захария. Узнав об их измене, Иоанн подготовил ловушку. Как только войска императора ворвутся во дворец, верные ему люди перекроют решётками все выходы из замка. Вот в дверях появляется молодой граф Оберталь, с ним наёмники императора. Выхватив мечи, они с криками бросаются на пророка. Вдруг раздаётся страшный взрыв, пол проваливается вместе с нападающими, стены рушатся. На мгновение показывается старушка Фидель, кидающаяся к своему сыну и обнимающая его. После этого всё поглощается языками пламени.